# San Luis FC
San Luis FC, früher Real San Luis und Club San Luis, war ein mexikanischer Fußballverein aus San Luis Potosí. Am 20. Mai 2013 wurde bestätigt, dass der Klub die Erstligalizenz an die Jaguares de Chiapas verkauft.

## Geschichte
Der Verein wurde 1957 als Real Club de Fútbol San Luis gegründet und erhielt für die Saison 1957/58 einen Startplatz in der zweiten Liga. Diese gewann er in der Saison 1970/71, womit San Luis der Aufstieg ins Fußballoberhaus gelang. Die erste Spielzeit in der Primera División 1971/72 beendete San Luis mit einem respektablen zwölften Platz in der Gesamttabelle (mit insgesamt 18 Mannschaften) und einer fast ausgeglichenen Bilanz: 11 Siegen standen 13 Niederlagen gegenüber.
Zur selben Zeit wurde in der Stadt San Luis Potosi ein zweiter Verein gegründet, der einen Startplatz in der zweiten Liga erhielt und als eine Art Unterbau für den erstklassig spielenden Club San Luis fungieren sollte. Doch bereits nach zwei Jahren wurden die Rollen beider Vereine neu verteilt: Während der Club San Luis die Saison 1973/74 mit nur 21 Punkten auf dem letzten Tabellenplatz beendete und somit in die zweite Liga abstieg, erreichte der Club Atlético Potosino die Halbfinalspiele der zweiten Liga im Kampf um den Aufstieg in die Primera División. Weil die FMF, der Mexikanische Fußballverband, die erste Liga ab der kommenden Saison 1974/75 um zwei Teams erweitern wollte, wurden die beiden auf sportlichem Wege gescheiterten Halbfinalisten eingeladen, in der ersten Liga zu spielen. So kam es letztendlich zum Platztausch der beiden Vereine aus San Luis Potosi.
Zwei Jahre später gelang dem Club die Rückkehr ins Fußball-Oberhaus und mit dem neunten Rang in der Gesamtjahreswertung die bis dahin beste Platzierung aller Zeiten. Erstmals hatte San Luis zudem in einer Erstligasaison mehr Siege (10) als Niederlagen (9) vorzuweisen und außerdem noch das direkte Duell mit dem Stadtrivalen (1:1 und 2:0) zu seinen Gunsten entscheiden können. Trotz dieser erfreulichen Bilanz endete die Saison mit einem Desaster, weil die Lizenz an den CD Tampico veräußert wurde.
In den folgenden Jahren fiel der Verein zeitweilig sogar in die dritte Liga zurück und musste bis zum Sommer 2002 warten, ehe ihm die Rückkehr in die Primera División gelang. Die neue Stärke hat der Club San Luis allerdings gegen seine Unabhängigkeit eingetauscht: weil den Verein sowohl sportliche als auch finanzielle Probleme plagten und gleichzeitig Televisa auf der Suche nach einem Farmteam für ihren Verein, den Club América, war, wurde der Club San Luis mit Vertrag vom 5. Dezember 2001 der Televisa-Gruppe unterstellt. Seither fungiert San Luis quasi als „Parkplatz“ für vom Club América verpflichtete „Rohdiamanten“, die hier noch ihren nötigen Feinschliff erhalten, ehe sie später einmal die américanistas verstärken sollen.
Seither erlebte der Verein seine Höhen und Tiefen. Tiefpunkt war der Abstieg im Sommer 2004, dem aber immerhin der unmittelbare Wiederaufstieg folgte. Der absolute Höhepunkt war das Erreichen der Finalspiele in der Clausura 2005/06, in denen man dem CF Pachuca nur knapp mit 0:0 und 0:1 unterlegen war. Der Club América hingegen hatte in dieser Runde nicht mal die Play-offs erreicht.
Aufgrund unbefriedigender Ergebnisse in den letzten Jahren verfügte der Klub nicht mehr über die erforderliche Unterstützung der Sponsoren, der Landesregierung und der Zuschauer und verkaufte seine Lizenz am 20. Mai 2013 nach Chiapas, um dort den Erstligafußball zu erhalten. Denn zuvor war die Lizenz der Chiapas FC auf den sportlichen Absteiger Gallos Blancos de Querétaro übergegangen, um diesem Verein den Abstieg zu ersparen. 
Am 27. Mai 2013 wurde von der Liga bestätigt, dass das Team der Tiburones Rojos Veracruz nach San Luis Potosí transferiert wurde, um der Stadt einen Startplatz in der zweiten Liga zu ermöglichen.

## Kader des Vizemeisters in der Clausura 2006
Adrián Martínez (Tor) – Alfredo González Tahuilán, Adrián García Arias, Israel Martínez, Leonel Olmedo, Ángel Eduardo Reyna, Carlos Sánchez, Héctor Altamirano, Noé Maya (Abwehr) – Octavio Valdez, Álvaro Ortiz, Aílton da Silva, Luis Ignacio González, Omar Salvador Domínguez, Martín Ligüera, Fernando Machado (Mittelfeld) – Sebastião Pereira, Ariel González, Emilio Mora, Jesús Mendoza, Marcelo Guerrero (Sturm). Trainer: Raúl Arias.

## Trainer
- Álex Aguinaga (2011)
- Februar 2013 bis März 2013: Carlos María Morales[2]

## Historische Logos

Logo 1997–2004
Logo 2004–2007